# Монктон, Роберт
Ро́берт Мо́нктон (англ. Robert Monckton; 24 июня 1726, Йоркшир — 21 мая 1782, Лондон) — британский генерал и колониальный администратор. Занимал должность губернатора провинции Нью-Йорк в в 1762 и 1763 годах.

## Ранние годы
Роберт Монктон был вторым сыном британского аристократа Джона Монктона, 1-го виконта Гэлуэй. В 1741 году в возрасте 15 лет вступил в 3-й гвардейский полк, и в том же году отправился с полком во Фландрию, где участвовал в войне за австрийское наследство. Он участвовал в сражении при Деттингене и в сражении при Фонтенуа (1745). Когда в 1745 году армия была переведена в Англию для подавления Восстания якобитов, Монктон остался во Фландрии. 27 июня 1744 года он получил звание капитана 34-го пехотного полка, 15 февраля 1747 года стал майором, а 28 февраля 1751 года стал подполковником 47-го пехотного полка.
В 1752 году на короткое время стал членом британского парламента. Впоследствии отказался от места в парламенте, чтобы продолжить военную карьеру. Его перевели в Новую Шотландию, где он командовал фортом Лоуренс, который находился на границе с Французской Акадией. В 1753 году назначен членом совета колониального правительства в Галифаксе.

## Война с французами и индейцами
Во время Семилетней войны принял участие в нескольких сражениях в Америке. Также участвовал в успешной экспедиции на Мартинику в 1762 году.

## Губернатор
В 1762 году назначен губернатором провинции Нью-Йорк. Официально занимал эту должность до 1765 года. Однако де-факто он уехал из колонии в Англию в 1763 году. Пост колониального губернатора Нью-Йорка тем временем занимал Кадвалладер Колден, занимавший эту же должность ранее, ещё до того, как в неё вступил Монктон.
Между 1765 и 1778 годами Монктон был губернатором Берик-апон-Твид. С 1770 года он имел чин генерал-лейтенанта.
Безуспешно добивался назначения на пост британского командующего в Индии. Вместо этого ему предложили должность командира британских частей в Северной Америке, от которой он отказался.
В 1778 году Роберт Моктон был назначен губернатором Портсмута. Занимал эту должность до своей смерти в 1782 году. Также был членом британского парламента с 1778 года и до своей смерти. В 1779 году он организовал оборону Портсмута от ожидавшегося нападения испанцев и французов с моря, которое так и не состоялось.
Монктон никогда не был женат, но оставил после себя много детей.
В честь него назван город Монктон в провинции Нью-Брансуик. В то же время, именно в этой провинции (среди франко-акадцев) его имя имеет негативную репутацию в связи с тем, что Монктон сыграл активную роль в депортации акадийцев.